# 上法兰西理工大学
上法兰西理工大学（法語：Université polytechnique des Hauts-de-France），原名瓦朗谢讷大学（法語：Université de Valenciennes），是法国法马尔斯的一所公立综合性大学，建立于1968年，曾用名瓦朗谢讷-埃诺-康布雷西大学（法語：Université de Valenciennes et du Hainaut-Cambrésis (UVHC)），是里尔-北法兰西院校联盟成员。

## 历史
1962年，法马尔斯市开设了一所大学技术学院。
1964年，里尔大学在当地开设了一所科学学院。
1966年，当地开设了瓦朗谢讷大学科学学院。
1969年，在五月风暴过后，瓦朗谢讷大学科学学院称为了大学教育中心。1970年，建立文学艺术学院。
2018年1月，瓦朗谢讷大学正式改为上法兰西理工大学。

## 院系设置
- 体育学院
- 文学语言艺术人文学院
- 法律经济管理学院
- 瓦朗谢讷科学技术学院
- 瓦朗谢讷大学技术学院
- 国立高等信息自动化电气能源机械工程师学校
- 企业管理学院
- 公务员考试预备学校
- 大学高等教育教师学校